# Johan Axel Rundberg
Johan Axel Rundberg, född 16 mars 1822 i Stockholm, död 20 februari 1886 i Hedvig Eleonora församling, Stockholms stad, var en svensk trumpetare vid Kungliga hovkapellet.

## Biografi
Johan Axel Rundberg föddes 1822 i Stockholm. Han var son till en gravör. Rundberg anställdes vid Livgrenadjärregementets dragoners musikkår och blev 1 juli 1853 trumpetare vid Kungliga hovkapellet i Stockholm. Han avled 1886 i Hedvig Eleonora församling, Stockholm.

### Familj
Rundberg gifte sig 28 juli 1855 med A. C. Carlström.